# 愛子の田植踊
愛子の田植踊（あやしのたうえおどり）は、宮城県仙台市青葉区愛子に伝わる民俗芸能の田植踊。宮城県指定の無形民俗文化財。

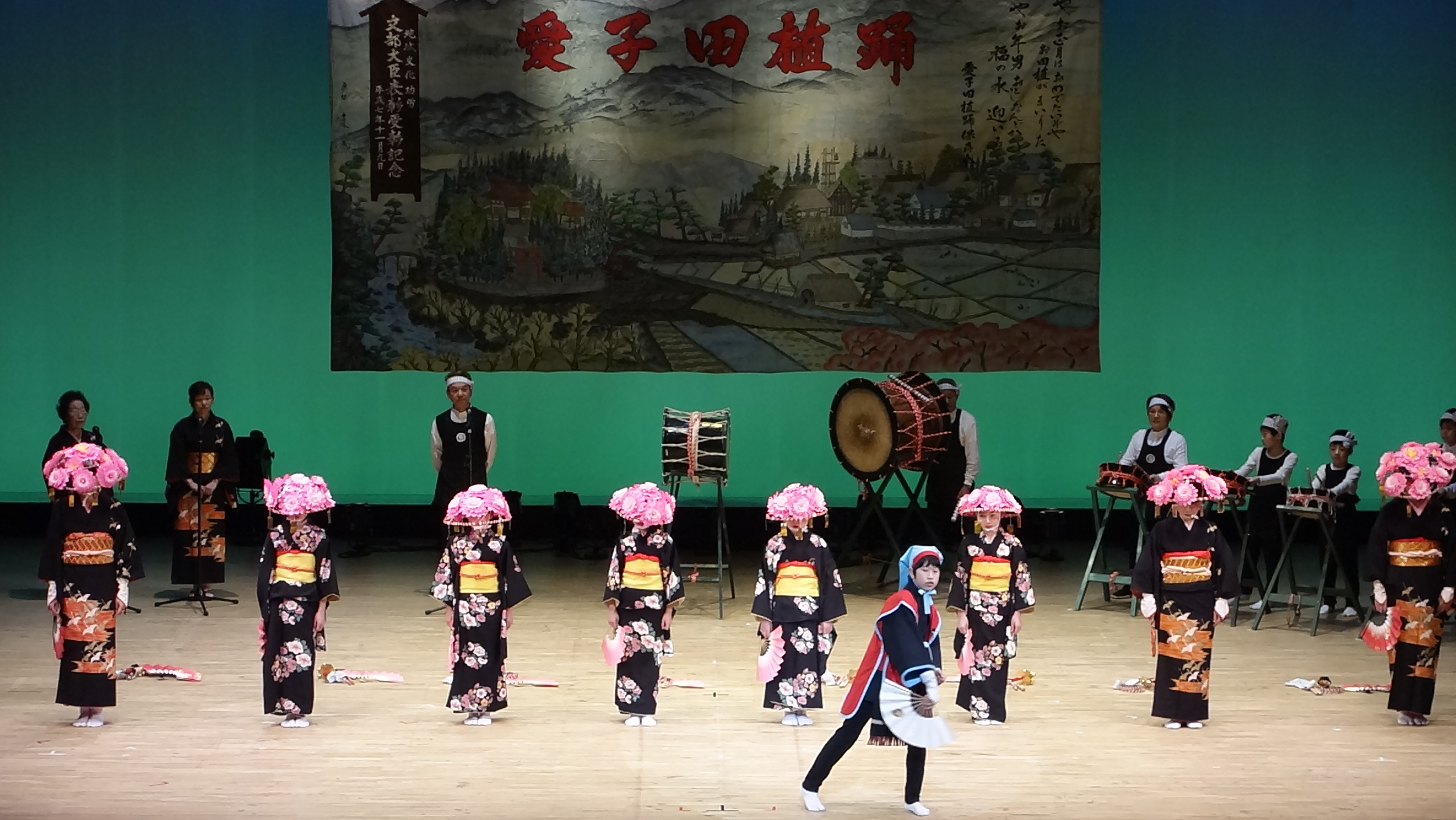
愛子の田植踊
冒頭、弥十郎が口上を述べる場面
（2016年2月 / 仙台市広瀬文化センター）

## 概要
起源は元禄年中（1688年 - 1704年)に加藤某が京都から伝えたと言われているが、愛子地区に古くからある御殿山諏訪神社 (仙台市青葉区)の別当が、代々修験であったところから、それとの関連が考えられている。
昔からこの踊りを管理する家を庭元（ニワモト）と称し、ここに集合して、毎年旧正月から3月15日の諏訪神社祭礼までの期間に周辺の集落を踊り歩き、その年の豊作を祈り、集落の親睦を目的とした。
一時期途絶えたのち、1930年（昭和5年）の仙山線開通を機に復活するも、戦争に伴い再び衰えたが、1950年（昭和25年）当時の宮城郡広瀬村の議決により復活した。
早乙女は揃いの花笠、黒紋付の振袖、手甲、脚絆、草鞋の出で立ちで、12～13歳位までの少女十数名、鈴振りは頭巾に筒抜きの少年2名、弥十郎は頭巾に袖無し羽織で若者が担当する、というのが正式な形である。
現在、近隣地区小学校の社会学級と仙台市広瀬文化センターの市民講座で構成されているサポータークラブが愛子の田植踊保存会から笛や太鼓・お囃子などを習い、様々なイベントで活動することにより保存・継承の活動を行っている。

## 役どころ
- 大太鼓（おおだいこ）
- 締太鼓（しめだいこ）
- 笛（ふえ）（六本調子を使用）
- 唄上げ（うたいあげ）
- 弥十郎（やんじゅうろう）
- 鈴振り（すずふり）
- 早乙女（さおとめ）

## 芸の内容
- 一　いれは
- 二　手拍子
- 三　鈴拍子
- 四　扇拍子
- 五　銭太鼓
- 六　跳太鼓